# Peperomia fuscispica
Peperomia fuscispica är en pepparväxtart som beskrevs av C. Dc.. Peperomia fuscispica ingår i släktet peperomior, och familjen pepparväxter. Inga underarter finns listade i Catalogue of Life.